# D. Smith
D. Smith, née le 20 juillet 1975, est une auteure-compositrice-interprète américaine, personnalité de la télé-réalité et réalisatrice de documentaires. Elle travaille sur Tha Carter III de Lil Wayne, qui est nommé pour l'Album de l'année aux Grammy Awards 2009 et remporte le prix du Meilleur album de rap. En 2016, elle fait ses débuts à la télé-réalité dans la cinquième saison de Love & Hip Hop: Atlanta (en).
Son premier documentaire Kokomo City (2023) suit quatre travailleuses du sexe transgenres noires et est présenté en avant-première au Festival du film de Sundance 2023.

## Jeunesse et éducation
D. Smith est née dans une famille religieuse à Miami, en Floride, où elle tombe amoureuse de la musique grâce à l'église. Elle écrit sa première chanson à dix ans pour la chorale de son église. À l’âge de sept ans, elle sait qu’elle est trans et s’endort souvent en priant pour se réveiller en tant que femme.

## Carrière
À Brooklyn, Smith poursuit sa carrière musicale en tant que productrice et collabore avec l'auteure-compositrice-interprète Stacy Barthe (en). Ensemble, elles travaillent avec plusieurs artistes, dont Lil' Wayne. En 2008, D. Smith produit et chante sur le morceau Shoot Me Down pour l'album rap de Lil Wayne Tha Carter III,,. Pour son travail sur la chanson, elle remporte le Grammy Award 2009 du meilleur album de rap avec d'autres collaborateurs.
Smith collabore également avec d'autres artistes avant sa transition, notamment André 3000, Kendrick Lamar, Lloyd, Katy Perry et Ciara. En 2014, elle fait son coming out trans et sa carrière musicale tombe en déclin,, Smith cite sa transition comme la cause de la rupture. Selon Out, l'industrie musicale « a cessé de répondre à ses appels ».
Elle apparaît dans la cinquième saison de Love & Hip Hop: Atlanta (en) pendant huit épisodes en 2016, faisant d'elle la première femme trans au casting d'une série de télé-réalité non scénarisée. L'artiste musical fait face à des discussions animées avec d'autres membres de la distribution sur les questions trans, notamment Waka Flocka et Lil Scrappy. Malgré son intention de présenter les femmes trans comme non conflictuelles, Smith affirme qu'elle a subi des pressions de la part de l'équipe de production de la série pour qu'elle soit plus conflictuelle ; elle raconte : « Je ne suis pas une personne conflictuelle, et je me suis forcée à l’être, et ce fut un désastre complet pour moi ». Elle quitte la série plus tard dans la saison, la citant comme une expérience regrettable.
Après son passage dans Love & Hip Hop Atlanta, Smith devient sans abri et déménage à New York, où elle fait du couch-surf avec ses amis et sa famille et « cherche la suite »,. Pendant ce temps, Smith commence la production de Kokomo City, un documentaire suivant la vie de quatre travailleuses du sexe trans noires. En plus de réaliser, Smith tourne et monte le film elle-même avec un petit budget et sans logement sûr,. Son film, produit par Harris Doran (en), Bill Butler et Lena Waithe, fait ses débuts au Festival du film de Sundance 2023 le 21 janvier 2023 et remporte les deux prix dans la catégorie Sundance(Next). Smith est signée par la Creative Artists Agency le même jour.
Elle est listée comme l'une des personnes LGBTQ+ ayant eu le plus d'impact et d'influence en 2023 par Out sur leur liste annuelle des Out100 Awards. Elle déclare au magazine, qui qualifie son travail de « bouffée d'air frais vitale pour l'art trans », que lorsque vous commencez à voir « les ennemis, vous savez que vous allez dans la bonne direction. Faites confiance au processus et sachez que le fait que nous puissions nous battre est positif en soi ».

## Vie privée
En mai 2023, l'artiste R&B Dustin Michael confirme sa relation avec Smith sur Instagram.

## Filmographie
| Année     | Titre                        | Rôle                                                                                      | Format        | Remarques  |
| --------- | ---------------------------- | ----------------------------------------------------------------------------------------- | ------------- | ---------- |
| 2006      | D. Smith: Cab Driver         | Actrice, compositrice                                                                     | Court métrage |            |
| 2015-2016 | Love & Hip Hop: Atlanta (en) | Soi                                                                                       | Télé réalité  | 9 épisodes |
| 2023      | Kokomo City                  | Réalisatrice, directrice de la photographie, directrice de casting, monteuse, productrice | Documentaire  |            |